# Football Club Turnhout
Ce club ne doit pas être confondu avec le Turnhoutse SK HIH, un autre club de la localité de Turnhout
Maillots
Actualités
Dernière mise à jour : 21 juin 2025.
Le Koninklijke Football Club Turnhout est un club belge de football localisé à Turnhout dans la Campine anversoise, en province d'Anvers. Porteur du matricule 148, il évolue en Division 2 Amateur lors de la saison 2018-2019.
Le club (re-)prend son appellation de FC Turnhout au début de la saison 2015-2016, après que le KV Turnhout (148) s'est uni avec son satellite, le FC Turnhout (matricule 9563, fondé en 2011) .
Le matricule 148 joue sans interruption depuis 1925 en séries nationales, soit 90 saisons. Le club fait partie de ceux ayant participé à au moins une saison dans l'un des cinq différents niveaux nationaux belges. Il a joué 3 saisons en Division 1 et partage, avec l'ancien K. Boom FC, le record du plus grand nombre de saisons passées en Division 2, à savoir 47.
Rappel: le vocable Royal(e)/Koninklijk(e) n'apparaît plus sur les documents officiels lors d'un changement d'appellation (fusion, rapprochement, déménagement,...). Il ne s'agit que d'un élément secondaire de règlement, car cet état de fait est très bref, le temps pour l'entité d'effectuer la démarche administrative requise. Ce ne sont pas les fédérations sportives ou autres, mais la « Maison du Roi » qui accorde le titre de « Société Royale ».

## Histoire

### Débuts hésitants
Pour la ville de Turnhout et l'actuel club du « KV », les racines du football se situent à l'Institut Saint-Victor (Sint-Victorinstituut) tout près du très beau château des Ducs de Brabant. À partir de 1905, on commence à jouer au football dans la localité. Mais les débuts sont assez balbutiants car la plupart des joueurs ou "apprentis-joueurs" ne connaissent presque rien des règles du jeu. De plus, il est difficile de constituer une équipe et de jouer, les ballons étant rares.
C'est un dénommé E.H. Janssens, aumônier à l'Institut Saint-Victor, qui initie ses élèves et leur explique les bases des règles du « jeu de football ». Deux ans plus tard, Janssens compose une équipe qu'il nomme Excelsior. Selon le site Internet du « KV », il s'agit là de la toute première équipe de l'Institut et par la même occasion de la ville de Turnhout. Par la suite, d'autres formations voient le jour, comme le Ons Vermaak (littéralement notre plaisir) sous la conduite de Lou Crockaert ou encore l' Union Sportive, une équipe formée par des membres d'une autre école, le Collège Saint-Joseph (Sint-Jozefcollege).
Le 11 février 1912, une "grande" réunion rassemble les membres des équipes Ons Vermaak et Excelsior. Les négociations en vue de fusionner les deux entités aboutissent même si plusieurs hésitations sont présentes. Mais le 25 février 1912, se tient une autre réunion qui débouche sur la création du club appelé Turnhout Sport. La date du 11 février 1912 est retenue comme date de fondation du « KV » actuel, qui fêtera donc son centenaire en 2012.
Lors de la saison 1912-1913, Turnhout Sport prend part à la compétition de "3e division régionale" (ce qui équivaut à l'époque au 4e niveau). Le club termine à la cinquième place d'une série remportée par le TSV Lyra. Mais en ces temps des pionniers du football belge, l'argent est, déjà, un sujet délicat et difficile pour les associations. Manquant de moyens financiers suffisants, Turnhout Sport renonce à participer à la saison 1913-1914 et ne joue que des matches amicaux, les joueurs payant eux-mêmes leurs frais de déplacements. Peu après la fin de celle-ci, éclate la Première Guerre mondiale.

### Persévérance, changement de nom et essor
Pendant la "Grande Guerre", le football devient logiquement secondaire. Le club, naissant, de Turnhout Sport, est proche de disparaître en dépit des bonnes volontés. Bon gré, mal gré, le cercle tient bont. On joue au football, rarement, mais on maintient vivant l'envie. À la fin des hostilités, malgré des pertes humaines, le club est toujours là, et son Histoire peut se poursuivre.
Vers la fin de l'année 1920, les membres décident un changement d'appellation. Le 1er janvier 1921, le club devient le FC Turnhout. À la fin de la saison 1924-1925, le cercle remporte sa série de 2e division régionale (aussi appelée « provinciale » par certaines sources), et via un tour final gagne le droit d'accéder aux séries nationales. À cette époque, il n'y a encore que deux niveaux nationaux, la Division d'Honneur et la Promotion. À partir de ce moment, soit depuis 86 ans, le club connaît des fortunes diverses, mais il ne quitte plus jamais les « nationales ».
En décembre 1926, lors de la publication de la Première liste des numéros de matricule, le FC Turnhout se voit attribuer le no 148. Au terme de sa première saison en nationales, le club termine sixième, et assure donc facilement son maintien à ce niveau, rebaptisé pour la saison suivante « Division 1 » à la suite de la création d'un troisième niveau national.
Au terme de la saison 1930-1931, la Division 1 est jouée sous la forme d'une série unique pour la dernière fois jusqu'à la saison 1952-1953. Classé vice-champion derrière le Racing de Gand, le matricule 148 est promu dans la plus haute division, la Division d'Honneur. Le cercle est le 8e de la Province d'Anvers à décrocher une telle participation, mais le premier campinois. Pour l'anecdote, notons que le FC Turnhout est le premier matricule à 3 chiffres (148) à jouer dans la plus haute division belge.

### Deux saisons en «Honneur» et une en «D1»
La décennie des années 1930 coïncide avec une grave crise économique mondiale et la triste montée des nationalismes, mais elle est, paradoxalement, positive pour le FC Turnhout. Le club joue deux saisons dans la plus haute division belge (1931-1932 et 1936-1937) et se maintient parmi les équipes fortes du deuxième niveau de la hiérarchie, sans toutefois parvenir à décrocher une place montante. En 1947, le club campinois termine vice-champion à deux longueurs d'Uccle Sport. Jusqu'au terme de la saison 1951-1952, le club reste au dexuième niveau.
Lorsque survient la réforme des séries avec la création du quatrième niveau national, qui hérite du nom de « Promotion », le FC Turnhout loupe le bon wagon. Finissant un point trop court par rapport à St-Trond, le matricule 148 ne peut se maintenir au deuxième niveau, qui prend le nom de « Division 2 », et recule en Division 3 où il reste huit saisons. Le cercle se console avec sa reconnaissance en tant que « Société Royale » qui lui vaut de prendre le nom de Koninklijke FC Turnhout, ou K. FC Turnhout.
À la fin de la saison 1959-1960, le cercle campinois remporte sa série de Division 3 et retrouve l'antichambre de l'élite.
Dans les années 1960, le football belge se trouve à une période charnière. Le passage, pour les plus hautes divisions, de l'amateurisme total d'avant-guerre vers le professionnalisme officiel que nous connaissons ne se fait pas sans heurts. Devenus semi-professionnels, les clubs les plus ambitieux doivent faire face à des obligations de plus en plus fortes et affronter certaines tentations. C'est ainsi que les termes « corruption » et/ou « faits de corruption » sont de plus en plus souvent employés, et sont évidemment assortis de sanctions quand des preuves ou éléments de preuve sont rassemblés. Le K. FC Turnhout en fait l'expérience, une fois à son avantage, l'autre fois à ses dépens.
En 1963, le matricule 148 termine troisième en Division 2. Mais après la fin du championnat, le vice-champion, Waterschei, est reconnu coupable de corruption et sanctionné d'une relégation en Division 3. La plupart des dirigeants et joueurs de Turnhout sont en vacances lorsqu'ils apprennent qu'ils sont repêchés et promus en Division 1.
Douze mois plus tard, se déroule le scenario inverse. Turnhout pense avoir assuré pour la première fois son maintien dans la plus haute division avec une 14e place finale. Mais cette fois, c'est lui qui se retrouve accusé de corruption et est sanctionné. Le club est relégué à la place du 15e classé, Berchem Sport.
Le matricule 148 passe alors deux saisons en D2, est renvoyé durant autant de temps en D3 puis revient au 2e niveau où il reste jusqu'en 1977.

### Recul et faillite
À partir du dernier quart du XXe siècle, le K. FC Turnhout connaît des heures moins glorieuses. Le club évolue majoritairement en Division 3 avec quelques passages à l'étage supérieur. Le plus long est de six saisons entre 1995 et 2001.
Entretemps, le club a connu une tragédie. Le 4 avril 1991, un de ses joueurs les plus emblématiques, Luc De Rijck décède inopinément un soir après l'entraînement alors qu'il se fait soigner par le médecin du club. Comme le souligne le site Internet du club, les défaites et les relégations sont illusoires à comparer avec un tel drame. Mais le désarroi et le chagrin de cette tragique disparition font ensuite place à la polémique. Une « machine à réoxygéner le sang » est au cœur des débats .
Durant les années 1990, le K. FC Turnhout participe à plusieurs reprises au tour final de Division 2 pour la montée en Division 1, mais échoue à chaque fois. À la fin de cette décennie, la situation financière du club est catastrophique. Le terrain où est bâti le stade de Villapark est vendu pour garder la tête hors de l'eau. Mais cela s'avère insuffisant. Au terme du championnat 2000-2001, Turnhout termine vice-champion de D2 et deuxième du tour final derrière le RWDM, mais le club est le seul à ne pas recevoir la licence nécessaire pour évoluer à ce niveau et est renvoyé en D3. Au terme de la saison suivante, le matricule 148 se qualifie pour le tour final de D3, mais en raison de sa situation financière, il est déclaré en faillite et plonge en Promotion.
Les pronostics sont pessimistes quant à l'avenir du club, mais une nouvelle direction se met en place. Une cession de patrimoine est opérée conformément aux règlements de la Fédération belge. Le matricule 148 continue d'exister, mais comme prévu par les règles, une nouvelle dénomination doit être trouvée. Le choix se porte sur Koninklijke Voetbalvereniging Turnhout ou KV Turnhout.

### KV Turnhout
Repris en mains, le matricule 148 est immédiatement sacré champion de sa série au 4e niveau et remonte en Division 3. Le club y reste jusqu'en 2009. À ce moment, un an après avoir dû baisser pavillon de peu devant le RFC Liège, le KV Turnhout remporte sa série et retrouve la Division 2.
Il s'y maintient deux saisons, égalant le record de Boom avec 47 saisons jouées en championnat de D2. Mais en 2011, le cercle campinois ne peut éviter la place de barragiste. Pendant le tour final de D3, il s'incline, au deuxième tour, face au SK Sint-Niklaas et chute en Division 3.
Le club se retrouve dans les difficultés au début de la saison 2014-2015, quand son principal soutien financier, l'Égyptien Maged Samy (qui est aussi le Président du Lierse SK) annonce qu'il ne peut pas apporter l'argent prévu. Une équipe est composée avec les moyens du bord afin de prester le championnat de Division 3. Celui-ci s'avère être un long calvaire sportif et la dernière place de la série, synonyme de relégation, ne peut être évitée.

#### FC Turnhout, club satellite
Dès 2010, les dirigeants du matricule 148 désirent aligner une "équipe B", mais les règlements de l'URBSFA ne le permettent pas aux clubs des séries nationales. C'est pour cette raison qu'à partir de la saison 2011-2012 est fondé le FC Turnhout qui s'affilie à la fédération, se voit attribuer le matricule 9563 et débute au plus bas de l'échelle, soit en p. 4 Anversoise.
Le FC Turnhout ne se contente pas de faire de la figuration. Il est sacré champion trois saisons de suite et atteint la p. 1 anversoise.

### FC Turnhout
Soucieux d'assurer la pérennité de leur club, les chevilles ouvrières du matricule 148 s'unissent avec leur satellite, le FC Turnhout (matricule 9563) pour former le Football Club Turnhout sous le matricule 148 et poursuivre son existence en Promotion.
Le club emploie l'appellation K. FC Turnhout (K = Koninklijke), mais celle-ci n'est pas officielle. À la suite d'une fusion et/ou changement de nom, une entité doit attester d'une période d'activité ininterrompue de 10 ans avant de pouvoir réutiliser le vocable "Royal" (en Néerlandais "Koninklijk"). Dans un premier temps, l'emploi du K«  » est justifié par le mot néerlandais « Kempische » (Campinois).

## Terrains et Stades
- 1947-2005 : Villapark
- depuis 2005 : Stadsparkstadion, devenu la pleine propriété du K. FC Turnhout depuis 2020, à la suite de très longues et très difficiles négociations [4]. Appelé commercialement « Stabcostadion » depuis 2021 [5]

## Anciens joueurs célèbres
- Eddy Bertels
- Patrick Goots
- Harald Nickel
- Chris Stroybant
- René Verheyen
- Bruno Versavel

## Anciens logos

Ancien logo du KV Turnhout
Logo du matricule 9563 (2011-2015)

## Résultats en séries nationales
Statistiques mises à jour le 25 mai 2023 (terme de la saison 2022-2023)

### Palmarès
- 1 fois champion de Division 2 en 1936.
- 4 fois champion de Division 3 en 1960, 1968, 1990 et 2009.
- 1 fois champion de Promotion en 2003.

### Bilan
| Niv | Divisions     | Jouées | Titres | TM Up | TM Down |
| --- | ------------- | ------ | ------ | ----- | ------- |
| I   | 1re nationale | 3      | 0      |       |         |
| II  | 2e nationale  | 47     | 1      | 6     | 1       |
| III | 3e nationale  | 36     | 4      | 6     |         |
| IV  | 4e nationale  | 5      | 1      |       |         |
| V   | 5e nationale  | 4      | 1      |       |         |
|     |               |        |        |       |         |
|     | TOTAUX        | 95     | 7      | 12    | 1       |

- TM Up : test-match pour départager des égalités, ou toutes formes de Barrages ou de Tour final pour une montée éventuelle.
- TM Down : test-match pour départager des égalités, ou toutes formes de Barrages ou de Tour final pour le maintien.